# Playa de los Guíos
Die Playa de los Guíos ist ein Strand am Fuße der Steilküste Acantilados de los Gigantes. Er befindet sich in Los Gigantes an der Südwestküste der Kanareninsel Teneriffa und gehört somit zur Gemeinde Santiago del Teide.
Der Strand erstreckt sich über etwa 150 Meter. Wie die meisten Strände der Vulkaninsel Teneriffa, ist auch dieser mit feinem, schwarzen Vulkansand bedeckt.
Unmittelbar neben der Playa de los Guíos liegt der Hafen der Stadt: Puerto de los Gigantes. Zudem befinden sich Meerwasserschwimmbäder in der Nähe des Strandes.

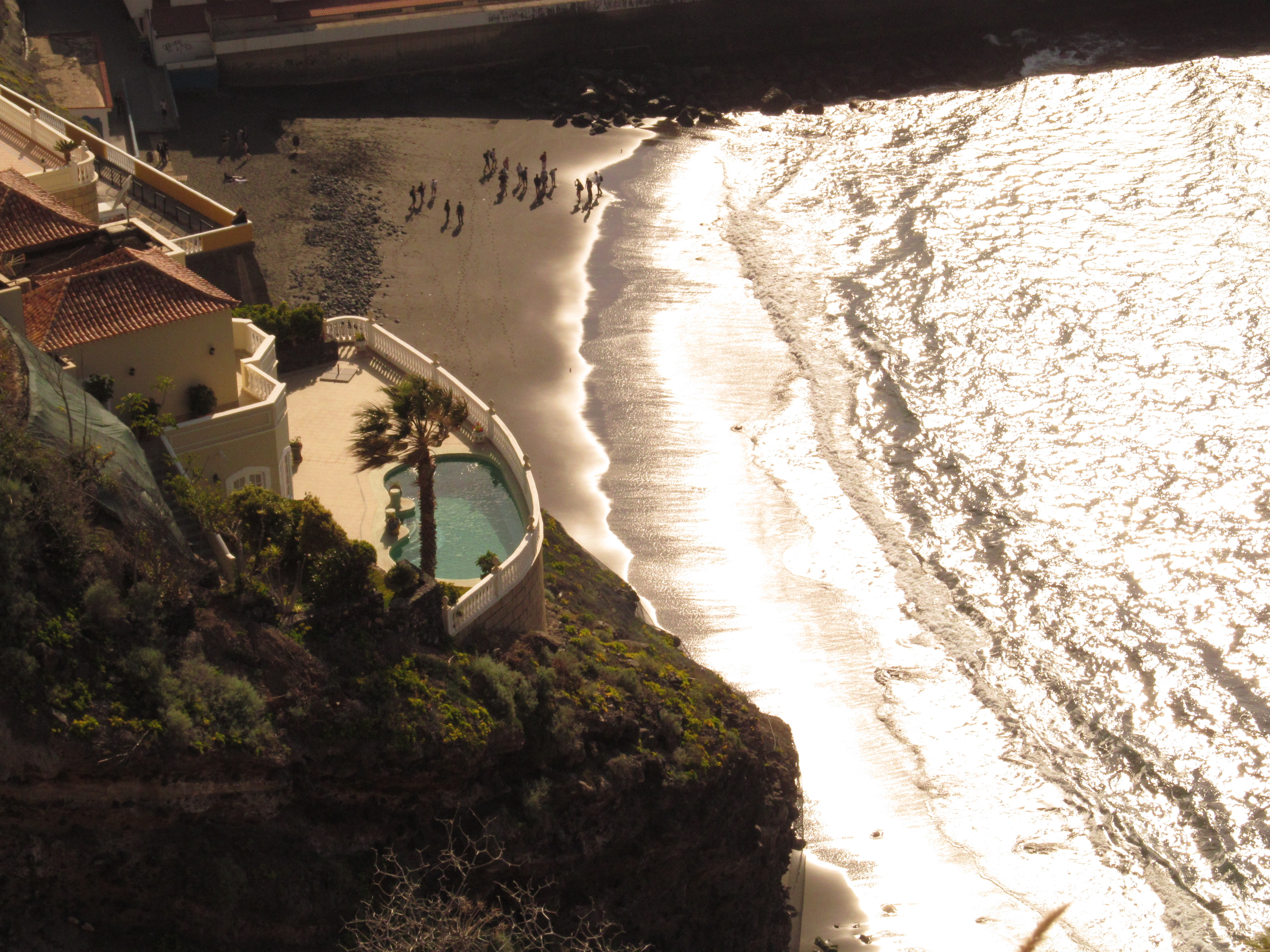
Blick von oben, März 2015